# Namık Kemal

Namık Kemal

Namık Kemal, eigentlich Mehmed Kemal (* 21. Dezember 1840 in Tekirdağ; † 2. Dezember 1888 in Chios), war ein türkischer Dichter und Schriftsteller, der für seinen großen Einfluss auf die jungtürkische Bewegung und den türkischen Patriotismus und Liberalismus bekannt ist.

## Leben
Kemal, der einer aristokratischen Familie angehörte und eine albanische Mutter hatte, bekam als Kind Privatunterricht, bei dem er Arabisch, Persisch und Französisch lernte. Seine Sprachkenntnisse bescherten ihm zwischen 1857 und 1858 die Stelle eines Dolmetschers der osmanischen Regierung.
Seine Gedichte waren zuerst im klassisch-osmanischen Stil verfasst. Später dann ließ er sich von Şinasi beeinflussen, der von westlichen Ideen und der westlichen Lebensweise begeistert war. Nachdem Şinasi 1865 ins Ausland fliehen musste, übernahm Kemal seine Aufgabe als Herausgeber der Zeitung Tasvir-i Efkâr. Bald mussten auch Kemal und die Mitautoren der Tasvir-i Efkâr wegen ihrer politischen Überzeugungen in den Westen fliehen. Dort widmete er sich dem Studium und der Übersetzung der Werke von Autoren wie Victor Hugo, Jean-Jacques Rousseau und Charles-Louis Montesquieu ins Türkische. Zeitweise gab er auch die Zeitung Hürriyet heraus. Nachdem er und seine Freunde aus dem Exil zurückkommen durften, gab er die Zeitung İbret heraus und schrieb Beiträge für die 1870 von Teodor Kasap gegründete Satire-Zeitschrift Diyojen („Diogenes“).
Um diese Zeit schrieb er sein berühmtes Theaterstück, das die Belagerung von Silistra zum Thema hatte und auch danach benannt wurde. Ein weiterer Name für das Stück ist „Vaterland“. Da das Stück von den Ideen des Patriotismus und der Liberalität geprägt war, wurde es 1873 genau so wie alle Satirezeitschriften verboten. Wie viele andere Schriftsteller und Journalisten wurde Kemal daraufhin verhaftet und in Famagusta auf Zypern inhaftiert. 1876 wurde er dann freigelassen und rehabilitiert. 1888 wurde er zum Gouverneur von Chios ernannt.
Kemal war den Angaben der Großloge der Freien und Angenommenen Maurer der Türkei zufolge ein Freimaurer.

## Werke in deutscher Übersetzung
- Vaterland oder Silistria! Ein Theaterstück in vier Akten. Manzara Verlag, Darmstadt 2010, ISBN 978-3-939795-04-9 (Vatan yahut Silistre, dt.).